# Wymarzanie roślin
Wymarzanie roślin – częściowe lub całkowite uszkodzenie rośliny w wyniku działania na nią niskimi temperaturami (mrozem). Powoduje to odwodnienie komórek roślin, tworząc w przestrzeni komórkowej kryształki lodu. Powodują one nieodwracalne uszkodzenie protoplazmy. Zjawisko to występuje najczęściej podczas bezśnieżnych zim, może zaistnieć również na przedwiośniu lub w okresie jesieni. Najbardziej wrażliwe na wymarzanie są korzenie.

## Uprawa zbóż
Przyczyną jest nagłe, długo trwające obniżenie temperatury w przypadku kiedy zboża nie są okryte pokrywą śnieżną.
Objawia się żółknięciem, brunatnieniem i skręcaniem liści zbóż. Chore rośliny można łatwo wyciągnąć z ziemi. Obumierające rośliny zasychają i tworzą puste miejsca. Jeśli nie ulegnie uszkodzeniu węzeł krzewienia to z nastaniem wiosny roślina zregeneruje się, jednak jej rozwój będzie opóźniony wglądem nie uszkodzonych.
Temperatury, przy których węzeł krzewienia ulega uszkodzeniu wynoszą np. −18 °C (żyto), −15 °C (pszenica ozima), −12 °C (jęczmień ozimy).
Czynniki wpływające na wymarzanie zbóż:
- stopień zahartowania zbóż jesienią, a wiosną stopień ich przedwczesnego rozhartowania, np. w wyniku utrzymujących się przez dłuższy czas dodatnich temperatur.

- uprawa odmian o mniejszej podatności na wymarzanie
- optymalne warunki glebowe dla roślin
- racjonalne nawożenie azotem oraz właściwe fosforem oraz potasem
- osłony od wiatru np. zadrzewienia śródpolne[1]

## Sadownictwo
Drzewa owocowe są najbardziej wrażliwe na mrozy na początku zimy i na przedwiośniu, kiedy są najbardziej narażone na pęknięcia mrozowe i powstawanie zgorzeli. Wiosną dużym zagrożeniem dla plonu mogą być późne silne przymrozki występujące podczas okresu kwitnienia.
W sadownictwie przyczyny wymarzania są bardzo różnorodne i złożone. Można podzielić je na:
wewnętrzne;
- wynikają z właściwości drzewa i jego cech biologicznych tzw. wrodzona mrozoodporność drzew występująca u odmian mrozoodpornych, która może zostać osłabiona po obfitym owocowaniu lub u osobników wcześnie rozpoczynających wegetację. Drzewa o wysokich pniach są zwykle gorzej przygotowane do zimy, łatwiej nadmarzają i ulegają zgorzeli[2].

zewnętrzne;
- klimat
  - zwiększają mrozoodporność roślin – ciepła i umiarkowanie wilgotna wiosna, słoneczne i przeciętnie wilgotne lato oraz słoneczna dość sucha jesień[2].
  - zmniejszają mrozoodporność roślin – suche lato i wilgotna ciepła jesień[2].
- mikroklimat im bardziej skrajny tym mniej odpowiedni dla uprawy roślin.
  - rzeźba terenu – sadów nie zakłada się w zamkniętych dolinach (mrozowiska) oraz na pogórzach, zboczach północno-wschodnich. Obszary leżące powyżej 450 m n.p.m. nie będą odpowiednie dla lokowania sadów[2].
  - jakość gleby – gleby lżejsze, przewiewne, jasno zabarwione, o większej zawartości próchnicy i uregulowanych stosunkach wodnych lepiej się nadają pod sady.
- pogoda w okresie zimy: opady, temperatura, pokrywa śnieżna, dobowa amplituda temperatura[2],
- stosowanie różnego rodzaju osłon, zasłony dymnej[2]
- nawożenie.

Wrażliwe na wymarzanie są rośliny warzywne. Odpornością na wymarzanie wykazuje np. kminek zwyczajny, nieodpornością np. kłosówka wełnista.